# Theodore Baker
Theodore Baker (ur. 3 czerwca 1851 w Nowym Jorku, zm. 13 października 1934 w Dreźnie) – amerykański muzykolog.

## Życiorys
W młodości przyuczał się do zawodu handlowca, ostatecznie jednak zdecydował się poświęcić muzyce. W 1874 roku wyjechał do Lipska, gdzie podjął studia u Oscara Paula. W 1882 roku uzyskał tytuł doktora na podstawie dysertacji Über die Musik der nordamerikanischen Wilden, pierwszej naukowej rozprawy poświęconej tematyce muzyki Indian północnoamerykańskich. W 1890 roku wrócił z Niemiec do Stanów Zjednoczonych, gdzie w latach 1892–1926 pracował jako redaktor literacki i tłumacz w wydawnictwie G. Schirmer, Inc. Po przejściu na emeryturę w 1926 roku ponownie wyjechał do Niemiec.
Był autorem pierwszych amerykańskich leksykonów muzycznych. Wydał Dictionary of Musical Terms (Nowy Jork 1895) i The Musician’s Calendar and Birthday Book (Nowy Jork 1915–1917). Jego najważniejszym dziełem jest wielokrotnie wznawiany i uzupełniany Biographical Dictionary of Musicians (wyd. 1. Nowy Jork 1900, wyd. popr. w redakcji Nicolasa Slonimsky’ego 1958).